# Otra historia del mundo
Otra historia del mundo es una película uruguaya de 2017, realizada en coproducción con Argentina y Brasil. Dirigida por Guillermo Casanova y basada en el libro Alivio de luto del escritor uruguayo Mario Delgado Aparaín, es una comedia dramática protagonizada por César Troncoso, Roberto Suárez, Natalia Mikeliunas y Alfonsina Carrocio.
En septiembre de 2017, la Dirección del Cine y Audiovisual Nacional (ICAU) anunció fue seleccionada para representar a Uruguay en la 90.ª edición de los Premios Óscar en la categoría Mejor película de habla no inglesa. El filme buscará también ser nominada como mejor película iberoamericana en la 32.ª edición de los Goya.

## Sinopsis
En la ficticia ciudad de Mosquitos, en el interior de Uruguay, el profesor de historia aficionado Gregorio Esnal (César Troncoso) idea una estratagema para limpiar el nombre de su amigo Milo Striga (Roberto Suárez), preso por el régimen militar que en la ciudad encabeza el coronel Werner Valerio (Néstor Guzzini). A través del dictado de un curso de historia antigua en el Centro Comunal, Esnal removerá las bases del régimen autoritario y encabezará una silenciosa cruzada por la liberación de Striga.

## Protagonistas
- César Troncoso (Gregorio Esnal)
- Roberto Suárez (Milo Striga)
- Natalia Mikeliunas (Beatriz Striga)
- Alfonsina Carrocio (Anita Striga)
- Néstor Guzzini (Coronel Werner Valerio)
- Jenny Goldstein (Rina Keffler)
- Cecilia Cósero (Amelia Valerio)
- Gustaf van Perinostein (Cartero Provisorio)
- Christian Font (Locutor)
- Claudio Jaborandy (Zezé)
- Maria Elena Perez (Dolores)
- Nicolás Condito (Dan Valerio)
- Susana Castro (Vecina)

## Locaciones
La totalidad de la película fue filmada en las localidades de San Antonio y San Ramón, en el departamento de Canelones, Uruguay.